# Brussels Brecht-Eislerkoor
Het Brussels Brecht-Eislerkoor (BBEK) is een Belgisch koor.

## Historiek
De naam verwijst naar Hanns Eisler en Bertolt Brecht. Het motto van het koor is Zingend partij kiezen!.
De eerste repetitie van het koor vond plaats op 25 juni 1978 onder leiding van Marc De Smet. Aanvankelijk waren er drie koren, naast het Brusselse was er één in Gent en één in Antwerpen. De repetities vonden plaats in Sint-Gillis. De eerste opvoering van het gezelschap was De Moeder van Bertold Brecht (tekst) en Hanns Eisler (muziek).
Onder leiding van dirigent Lieve Fransen werd de uitvoering Jubilate gebracht, waarbij muziektheater de standaard werd. Op 14 mei 1990 werd het koor een vereniging zonder winstoogmerk.
In 2005 was er de voorstelling van de volksopera Vergeten straat in samenwerking met het Omroerkoor naar de gelijknamige roman van Louis Paul Boon.

## Voorstellingen
- De Moeder (Hanns Eisler en Bertolt Brecht, 1978)
- Het roer van de staat (1980)
- De Maatregel (Bertolt Brecht en Hanns Eisler, 1988)
- Jubilate (1989) Jos Vandersmissen en Walter Heynen
- In Paradisum (1995)
- Mensenzee (op teksten van Nazim Hikmet en i.s.m. Elvis Peeters, 2001)
- Vergeten straat (naar Vergeten straat van Louis Paul Boon, i.s.m. Omroerkoor, 2005)
- Brecht voor de Raap (2006)
- Grand Café Chantant (2008)
- The Shouting Fence (2009) meerkorenproject
- Vive la sociale (2012)
- Waanvlucht![5] (2014) meerkorenproject
- Say No (2017) (www.sayno.be)
- Melancholie aan de vijf blokken (2020) (https://youtu.be/Xv4g3PTdjIk)
- Der Zug / Riace (2023)

## Discografie
- Dwarsbalken (1991)

## Bekende (ex-)leden
- Karim Zahidi, bariton